# Crivobara, Timiș
Crivobara este un sat în comuna Secaș din județul Timiș, Banat, România.
Aici există o biserică ortodoxă din lemn construită în 1780 ce poartă hramul "Nașterea Maicii Domnului".

## Legături externe

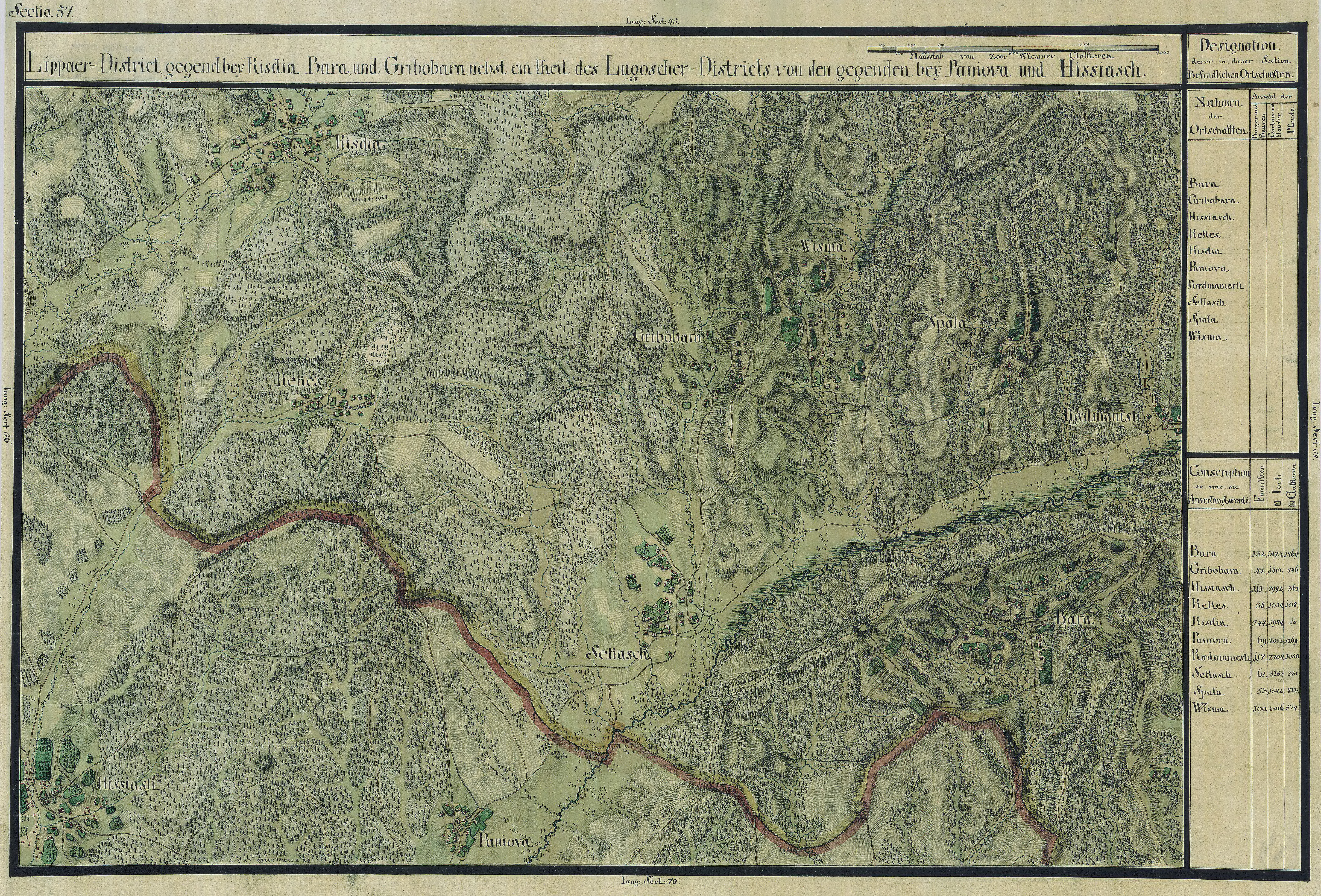
Crivobara în Harta Iosefină a Banatului, 1769-72

## Vezi și
- Biserica de lemn din Crivobara